# Эриванский отряд (Российская империя, 1877―1878)
Эрива́нский отряд (1877—1878) — временное войсковое соединение Русской императорской армии под командованием генерал-лейтенанта Тергукасова, сформированное в начале апреля 1877 года и составлявшее левое крыло (фланг) Действующего корпуса на Кавказском театре военных действий под общим командованием генерал-адъютанта Лорис-Меликова во время Русско-турецкой войны 1877―1878 годов.

## Предназначение отряда
Приказом Главнокомандующего от 29 мата (10 апреля) 1877 года формированиям Действующего корпуса на Кавказе (главным силам, Ахалцыхскому и Эриванскому отрядам) предписывалось сосредоточиться вдоль границы с Турцией, и быть готовыми к одновременным наступательным действиям с нескольких пунктов. К 6 (18) апреля 1877 год все части уже были рассредоточены по всему стратегическому фронту. Эриванский отряд составлял левое крыло Действующего корпуса.
С открытием боевых действий главным операционным направлением Эриванского отряда стал Эрзерум, наступление на который проходило по Алашкертской долине (в обход Карса) через Баязет и Даяр. Крайним юго-восточным форпостом на коммуникационном пути Эриванского отряда был Баязет, где был оставлен гарнизон.

## Состав отряда
Состав Эриванского отряда на 15 (27) апреля 1877 года:
Пехота — 1-я бригада 19-й пехотной дивизии:
- 73-й пехотный Крымский Е. И. В. Великого князя Александра Михайловича полк
- 74-й пехотный Ставропольский полк
- 3-й Кавказский стрелковый батальон
- 2-я рота 2-го Кавказского сапёрного батальона

Кавалерия — 3-я сводная кавалерийская дивизия
- 18-й драгунский Переяславский Е. И. В. Наследника Цесаревича полк
- 1-й Уманский конный полк Кубанского казачьего войска
- 2-й Хопёрский конный полк Кубанского казачьего войска
- Кавказский конный полк Кубанского казачьего войска
- 2-й Сунженский конный полк Терского казачьего войска
- Куртинский конно-иррегулярный дивизион

Артиллерия
- 1-я, 4-я и 5-я батареи 19-й артиллерийской бригады
- 1-я батарея конно-артиллерийской бригады Кубанского казачьего войска

## Командный состав

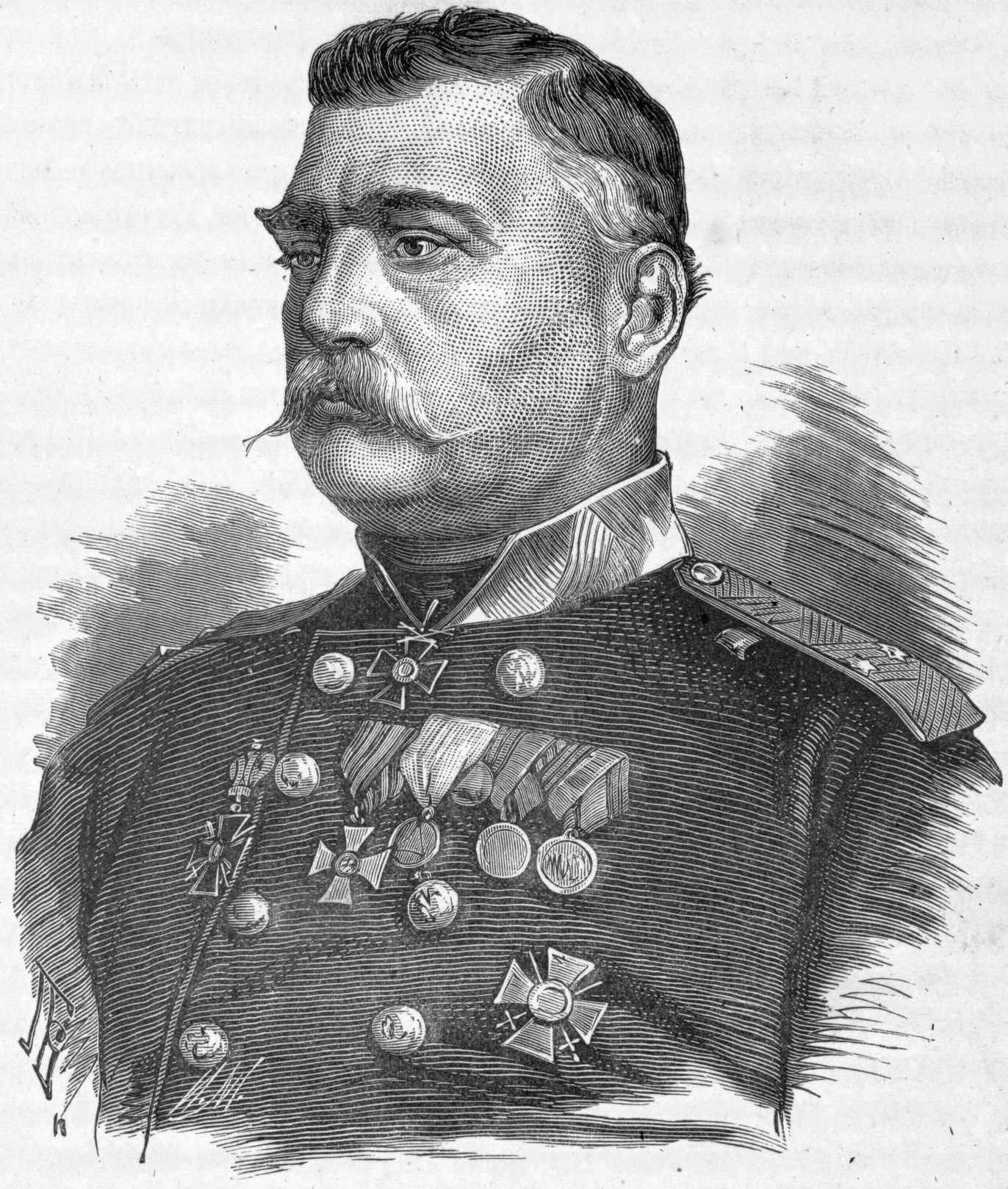
А. А. Тергукасов
Гравюра И. Матюшина по рисунку П. Ф. Бореля

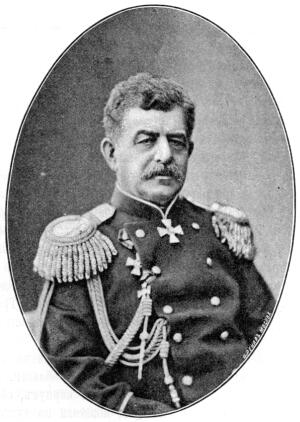
И. Д. Лазарев

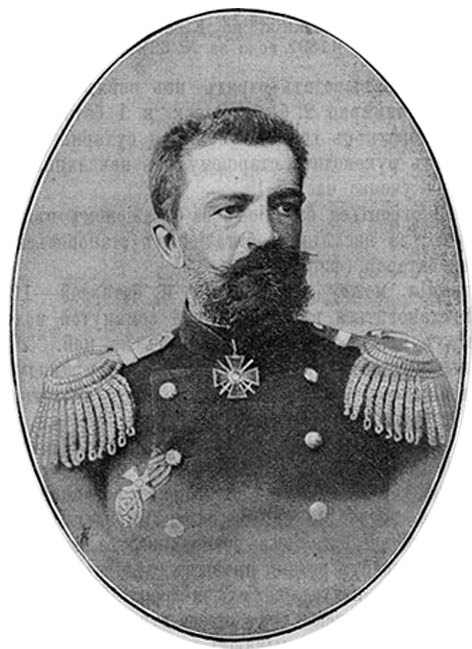
В. Н. Филиппов

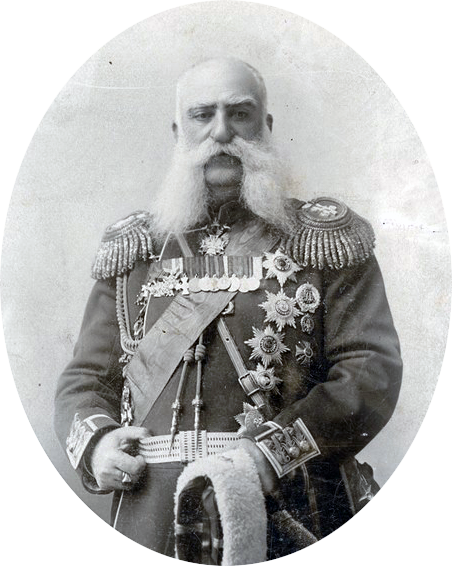
И. Г. Амилахори

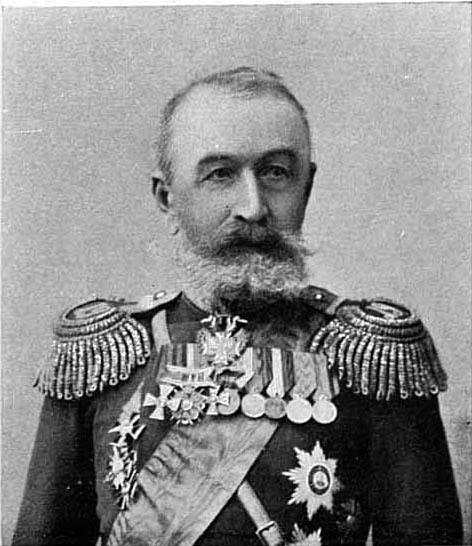
А. А. Барсов

Командный состав Эриванского отряда на 7 (19) января 1878 года:
- начальник Эриванского отряда ― генерал-лейтенант Тергукасов, Арзас Артемьевич[Комм. 1], с 7 (19) января 1878 года — генерал-лейтенант И. Д. Лазарев
- начальник штаба ― генштаба полковник Филиппов, Владимир Николаевич

Пехота — 1-я бригада 19-й пехотной дивизии:
- командир бригады ― генерал-майор Броневский, Иван Николаевич

73-й пехотный Крымский полк:
- командир полка ― полковник Слюсаренко, Алексей Андреевич

- командир 1-го батальона ― подполковник Пацевич, Григорий Михайлович
- командир 2-го батальона ― майор Крапивный, Иван Иванович
- командир 3-го батальона ― майор Гуров, Степан Петрович
- командир 4-го батальона ― майор Лукин, Евгений Владимирович

74-й пехотный Ставропольский полк:
- командир полка ― полковник фон-Шак, Адольф Вильгельмович

- командир 1-го батальона ― майор Липовецкий, Иван Иванович
- командир 2-го батальона ― подполковник Ковалевский, Александр Викентьевич
- командир 3-го батальона ― майор Цепринский-Цекавый, Николай Дементьевич
- командир 4-го батальона ― майор Карпинский, Иван Ефимович

3-й Кавказский стрелковый батальон:
- командир батальона ― подполковник Бордель-фон-Борделиус, Евгений Васильевич

2-я рота 2-го Кавказского сапёрного батальона:
- командир роты ― капитан Тарнецкий, Владислав Михайлович

Кавалерия — 3-я сводная кавалерийская дивизия:
- начальник бригады ― С. Е. В. генерал-майор Амилахори, Иван Гивич
- и. д. начальника штаба дивизии ― Генштаба капитан Домонтович, Алексей Иванович

18-й драгунский Переяславский полк
- командир полка ― полковник Вельяминов-Зернов, Митрофан Алексеевич

1-й Уманский казачий полк:
- командир полка ― полковник Шипшев, Темирхан Актолович

2-й Хопёрский казачий полк:
- командир полка ― подполковник Педин, Антон Филиппович

Кавказский казачий полк:
- командир полка ― полковник Кирьяков, Михаил Михайлович

2-й Сунженский казачий полк:
- командир полка ― войсковой старшина Савенко

Артиллерия
- начальник артиллерии отряда ― генерал-майор Барсов, Александр Андреевич

19-я артиллерийская бригада:
- командир 1-й батареи ― подполковник Варшамов, Иван Сергеевич
- командир 4-й батареи ― подполковник Парчевский, Александр Александрович
- командир 5-й батареи ― подполковник Жукевич-Стош, Митрофан Павлович

1-я батарея конно-артиллерийской бригады:
- командир 5-й батареи ― подполковник Шарап, Степан Андроникович

## Численный состав
К 12 (24) апреля 1877 года, то есть ко дню объявления Россией войны Турции, Эриванский отряд насчитывал 10616 человек (6602 пехоты и 4014 кавалерии) при 32 орудиях. Однако это был ещё не окончательный состав отряда, и доукомплектование происходило уже в ходе наступательной операции. К 15 апреля его численность достигла 11697 сабель и штыков (плюс 771 нестроевых и музыкантов).
| Численный состав Эриванского отряда на 15 апреля 1877 г.            |                                                                     |          |              |                         |       |
| Подразделение                                                       | Войсковых единиц                                                    | Офицеров | Нижних чинов | Нестроевых и музыкантов | Итого |
| Штаб отряда                                                         | —                                                                   | 6        | —            | 14                      | 20    |
| Пехота — 1-я бригада 19-й пехотной дивизии                          |                                                                     |          |              |                         |       |
| Управление                                                          | —                                                                   | 2        | —            | 4                       | 6     |
| 73-й пехотный Крымский полк                                         | 4 батальона                                                         | 52       | 2726         | 157                     | 2935  |
| 74-й пехотный Ставропольский полк                                   | 4 батальона                                                         | 51       | 2766         | 133                     | 2950  |
| 3-й Кавказский стрелковый батальон                                  | 1 батальон                                                          | 16       | 939          | 47                      | 1002  |
| 2-я рота 2-го Кавказского сапёрного батальона                       | 1 рота (¼ бат.)                                                     | 3        | 203          | 9                       | 215   |
| Кавалерия — 3-я сводная кавалерийская дивизия                       |                                                                     |          |              |                         |       |
| Штаб                                                                | —                                                                   | 3        | —            | 4                       | 7     |
| 18-й драгунский Переяславский полк                                  | 4 эскадрона                                                         | 25       | 689          | 74                      | 788   |
| 1-й Уманский казачий полк                                           | 6 сотен                                                             | 17       | 794          | 27                      | 838   |
| 2-й Хопёрский казачий полк                                          | 6 сотен                                                             | 17       | 807          | 19                      | 843   |
| Кавказский казачий полк                                             | 6 сотен                                                             | 18       | 771          | 117                     | 906   |
| 2-й Сунженский казачий полк                                         | 4 сотни                                                             | 13       | 564          | 18                      | 595   |
| Куртинский конно-иррегулярный дивизион                              | 2 сотни                                                             | 6        | 216          | 5                       | 227   |
| Артиллерия                                                          |                                                                     |          |              |                         |       |
| Управление                                                          | —                                                                   | 5        | —            | 13                      | 18    |
| 1-я батарея 19-й артиллерийской бригады                             | 8 орудий                                                            | 5        | 241          | 22                      | 268   |
| 4-я батарея 19-й артиллерийской бригады                             | 8 орудий                                                            | 4        | 178          | 22                      | 204   |
| 5-я батарея 19-й артиллерийской бригады                             | 8 орудий                                                            | 4        | 185          | 34                      | 223   |
| 1-я батарея конно-артиллерийской бригады                            | 8 орудий                                                            | 6        | 245          | 41                      | 292   |
| Кавказский конный полупарк                                          | —                                                                   | 2        | 128          | 1                       | 131   |
| Итого                                                               |                                                                     |          |              |                         |       |
| 9 батальонов + 1 рота; 28 эскадронов и сотен; 4 батареи (32 орудия) | 9 батальонов + 1 рота; 28 эскадронов и сотен; 4 батареи (32 орудия) | 255      | 11452        | 771                     | 12468 |

В дальнейшем Эриванский отряд также пополнился наспех сформированными Кутаисским, Елисаветпольско-бакинским (4 сотни) и Закатальским (4 сотни) конно-иррегулярными полками. Кроме того, 6 (18) июня на усиление баязетского гарнизона были направлены 3 сотни Эриванского конно-иррегулярного полка под командованием полковника Исмаил-хана Нахичеванского.

## Комментарии
1. ↑  7 (19) января 1878 года генерал-лейтенант Тергукасов был назначен начальником Ахалцыхского отряда[6].